# Bulbinella barkerae
Bulbinella barkerae är en grästrädsväxtart som beskrevs av Pauline Lesley Perry. Bulbinella barkerae ingår i släktet Bulbinella och familjen grästrädsväxter. Inga underarter finns listade i Catalogue of Life.